# Söderköpingssten

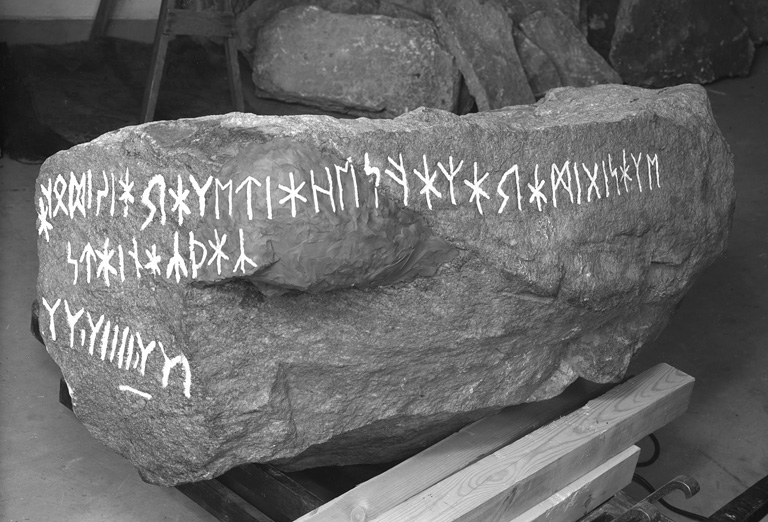
Söderköpingssten

Der Söderköpingssten, mit der Nr. OG KJ59 (frühere Nr. Ög N 269), ist ein Runenstein aus Gneis aus der Vorwikingerzeit. Der Runenstein wurde 1936 im Kirchspiel Drothem in der Gemeinde Söderköping in der schwedischen Provinz Östergötlands län am Hof Patergärdet am Rande eines Grabens gefunden.
Die Inschrift im älteren Futhark steht auf zwei der Seiten des Blocks, an einer Schmalseite und auf der Oberseite. Letztere gilt als Zauberrunen. Der Stein steht heute im Staatlichen Historischen Museum.
Der umstrittene Text lautet: Ich Sigmar … von …errichtete diesen Stein …